# Pyrrhia junctia
Pyrrhia junctia är en fjärilsart som beskrevs av Barend J. Lempke 1966. Pyrrhia junctia ingår i släktet Pyrrhia och familjen nattflyn. Inga underarter finns listade.